# قوس خيشومية أولى
القَوْس الخَيْشومِيَّة الأولى، تُعرف أيضًا باسم القَوْس البِلعومِيَّة الأولى وكذلك قَوْس الفَكّ السُّفلِيّ، هي أول قوس من ستة أقواس بُلعومِيَّة تنمو أثناء مرحلة الجنين خلال الأسبوع الرابع من النُمُو وتقع بين الثُغَيْرة والثلم البُلعومِيّ الأول.

## العمليات
تنقسم هذه القوس إلى الناتِئ الفَكِّي العُلوي والناتِئ الفَكِّيّ السُّفلِي، مما يؤدي إلى تكون بعض البُنى ومن بينها عِظام ثُلُثي الجزء السُّفلِيّ من الوَجه والفَكّ. يتَحَوَّل الناتِئ الفّكِّيّ العُلوِيّ ليصبح الفَكّ العُلوِيّ (أو الفَكّ الأعلى) وأيضًا الحَنَك، في حين يتَحَوَّل الناتِئ الفَكِّيّ السُّفلِيّ ليصبح الفَكّ السُّفلِيّ. كما تَتَسَبَّب هذه القَوْس في نشوء عضلات المَضْغ.

## غُضْروف مِيكل
يتشكل غُضروف ميكل يتَشَكَّل في الأديم المُتوسط الخاصّ بالناتِئ الفَكِّيّ السُّفلِيّ، وفي النهاية يتراجع ليُشَكِّل كلاً من عظام السندان والمطرقة في الأُذُن الوُسطى، بالإضافة إلى رباط المطرقة الأمامي، والرِّباط الوَتَدِيّ الفَكِّيّ. يتَكَوَّن الفَكّ السُّفلِيّ أو الفَكّ الأسفل عن طريق التَعَظُّم المُحيط بالغُضروف، وذلك من خلال توظيف غُضروف ميكل "كمِرصاف"، لكن الفَكّ السُّفلِيّ لا ينشأ من التَعَظُّم المباشر لغُضروف ميكل.

## المُشتَقَّات
إنَّ العناصر والعضلات الهَيْكَلِيَّة تُشتَّق من الأديم المُتوسط للأقوس البُلعومِيَّة.
مُشتقَّات القَوْس الأول:

### العناصر الهَيْكَلِيَّة
- المطرقة والسندان في الأُذن الوُسطى
- الفَكّ العُلوِيّ والفَكّ السُّفلِيّ
- شَّوكة العظم الوَتَدِيّ
- الرِّباط الوَتَدِيّ الفَكِّيّ
- العظم الحنكي
- الجزء الصَّدَفيّ للعظم الصُّدغِيّ
- رباط المطرقة الأمامي

### العضلات
- عضلات المَضْغ
  - العضلة الماضِغة
  - الإنسِيَّة والعضلات الجِناحِيَّة الوَحْشِيَّة
  - العضلات الصُّدغِيَّة
- العضلة الضِّرسِيَّة اللَّامِيَّة
- العضلة ذات البَطْنَيْن والبَطْن الأماميّ
- العضلة المُوَتِّرة للحنك
- العضلة المُوَتِّرة للطَّبلة

### مشتقات أخرى
الغِشاء المُخاطي وغُدد الثُلُثين الأماميين من اللِّسان مُشتَقَّة من الأديم الظاهر والأديم الباطن للقَوٍس.

## التعصيب
تقوم الفروع الفَكّية السُّفلِيّة والفَكّية العُلوِيّة للعَصَب الثُلاثي التوائم (CN V) بتَعْصيب البُنى المُشتقَّة من النواتِئ المُتماثِلة للقَوْس الأولى. في بعض الحيوانات الوَحْشِيَّة، يُزَوَّد كل قَوْس بالأعصاب القِحْفِيَّة؛ فالعصب الخاصّ بكل قَوْس يقع بطو الجانب القِحْفِيّ للقَوْس ويُطلق عليه العصب التالي للبلعوم. كما أنَّ كل قَوْس يصله فرعٌ من عصب القوس اللاَّحِق ويُعرف باسم العصب السابق للبلعوم الذي يقع بجانب الحافَّة الذِّنَبِيَّة للقوس. أمَّا في الجنين البشري، يظهر التَعْصيب المُزدوج في القوس البُلعومِيَّة الأولى فقط. ويُعتبر عصب الفَكّ السُّفلِيّ بمثابة العصب التالي للبلعوم في القوس الأول في حين أنَّ الحبل الطَّبْلِيّ (فرع من العصب الوَجْهِيّ) هو العصب السابق للبلعوم. وينعكس هذا التعصيب المُزدوج في الأعصاب المتصلة بالثُلُثين الأماميَّين من اللِّسان الذي يكون مشتقًا من القوس الأولى.

## إمداد الدمّ
إن شُريان القوس الأولى هو القوس الأَبْهَرِيَّة الأولى (first aortic arch), والذي يستمِّر ليصبح شريان الفَكّ العُلوِيّ بشكل جزئي.

## صور إضافية

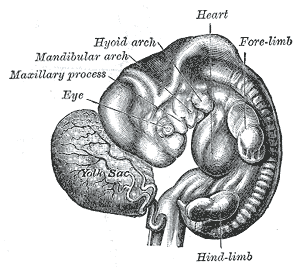
جنين الإنسان يبلُغ من العُمر من 31 إلى 34 يومًا.
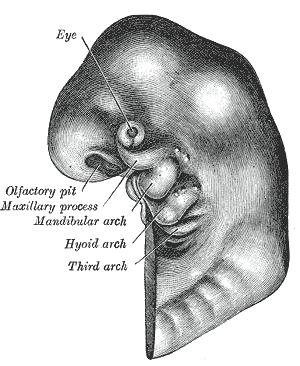
نِّهاية رأس جنين الإنسان، نَحْو نهاية الأسبوع الرابع.
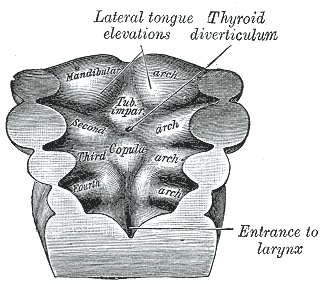
قاع البُلعوم لجنين عُمره ما بين 18 إلى 21 يومًا.
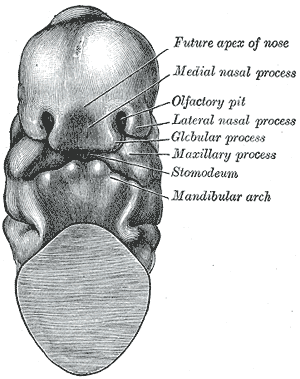
نهاية رأس جنين بشري يبلغ من العمر من 30-31 يومًا تقريبًا.
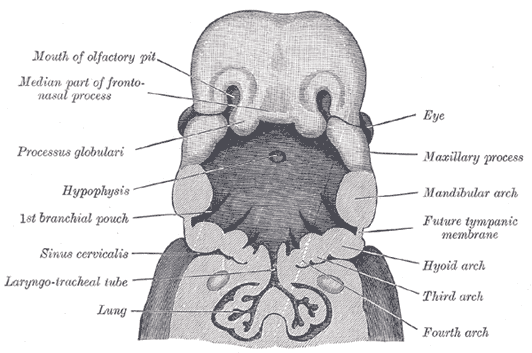
السطح البطناني لرأس ورقبة جنين بشري يبلغ عمره اثنين وثلاثين يومًا.

## وصلات خارجية
- Overview atUniversity of Newcastle
- Overview نسخة محفوظة 11 أبريل 2020 على موقع واي باك مشين. at Howard University
- Mnemonic:First branchial arch